# 獄衣のない女囚
「獄衣のない女囚」（ごくいのないじょしゅう）は、松本清張の小説。「別冊黒い画集」第3話として『週刊文春』に連載され（1963年7月15日号 - 10月14日号）、1976年5月に単行本『高台の家』収録の1作として、文藝春秋から刊行された。
1978年に「虚飾の花園」のタイトルでテレビドラマ化されている。

## あらすじ
東京・世田谷に左右2棟から成る独身者専用アパートがあった。このアパートは、片側が女性専用、もう片側が男性専用であった。男性側の住人は、概して若い好男子が多かったが、女性側は30歳を過ぎた中年女が多くを占めていた。
住人の一人・服部和子は、夜22時半過ぎに大浴場に入った。浴槽に浸かった和子の足の裏が、ぐにゃりとしたものを踏んだ。人間の絞殺死体であった。警視庁の赤塚刑事らは事件の捜査に乗り出すが、アパート住人に噂される同性愛や下着泥棒に翻弄されるうち、第2・第3の事件が発生する。アパート内に秘められた人間関係の真相とは。そして事件の黒幕は誰なのか。

## 書誌情報
- 高台の家（1976年5月、文藝春秋）
- 高台の家（1979年3月、文春文庫）
- 松本清張小説セレクション 第23巻（1995年6月、中央公論社）
- 高台の家（2011年7月、PHP研究所 PHP文芸文庫）
- 高台の家（2019年4月、光文社文庫）

## テレビドラマ
「松本清張シリーズ・虚飾の花園」。1978年10月14日、NHKの「土曜ドラマ」（20:00-21:10）にて放映。高級マンション「リバーウエスト」を舞台とし、第一の死体がその屋上で発見されるストーリー。原作の松本清張が出演した。視聴率14.1％（ビデオリサーチ調べ、関東地区）。
キャスト
- 栗宮多加子：岡田嘉子 （元外交官夫人）
- 村瀬妙子：奈良岡朋子 （教師）
- 南恭子：重山規子 （ファッションモデル）
- 服部和子：奈美悦子 （社長秘書）
- 山本菊江：小寺由紀 （殺人事件の被害者）
- 水森亜土
- 竹田かほり
- 赤塚刑事：内藤武敏
- 田村刑事：河原崎建三
- 織本順吉
- ファッション界の大物：松本清張（クレジットは無し）

スタッフ
- 脚本：高橋玄洋
- 演出：樋口昌弘
- 音楽：林光
- 制作：NHK

| NHK 土曜ドラマ                          | NHK 土曜ドラマ                             | NHK 土曜ドラマ                             |
| 前番組                                  | 番組名                                     | 次番組                                     |
| --------------------------------------- | ------------------------------------------ | ------------------------------------------ |
| 松本清張シリーズ 天城越え （1978.10.7） | 松本清張シリーズ 虚飾の花園 （1978.10.14） | 松本清張シリーズ 一年半待て （1978.10.21） |